# Maxsain

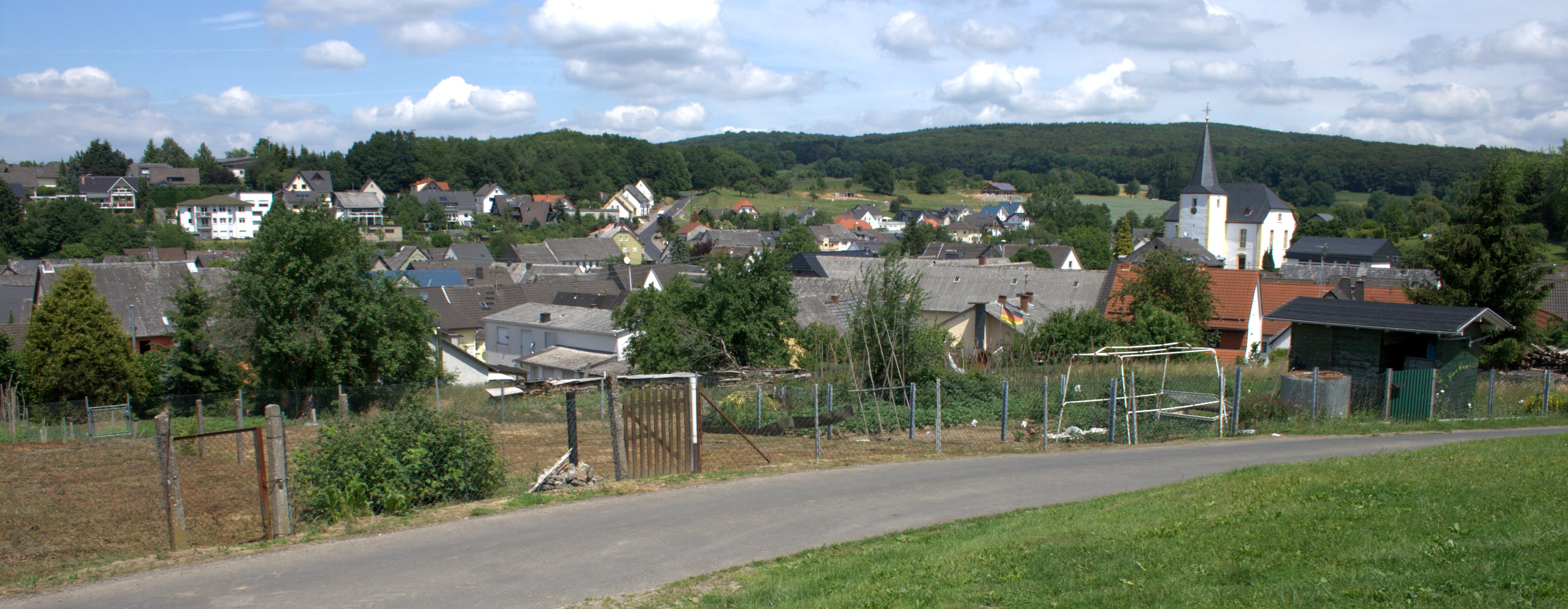
Der Ortskern von Maxsain

Maxsain (mundartlich: Maxään oder Maxsään) ist eine Ortsgemeinde im Westerwaldkreis in Rheinland-Pfalz. Sie gehört der Verbandsgemeinde Selters (Westerwald) an.

## Geographie

### Geographische Lage
Die Gemeinde liegt zwischen der Kreisstadt Montabaur und Hachenburg. Durch sie fließen der Saynbach und der Steinchesbach, welcher in der Ortsmitte in den Saynbach mündet. Die nächste Stadt ist das 3 km südwestlich gelegene Selters.

### Gemeindegliederung

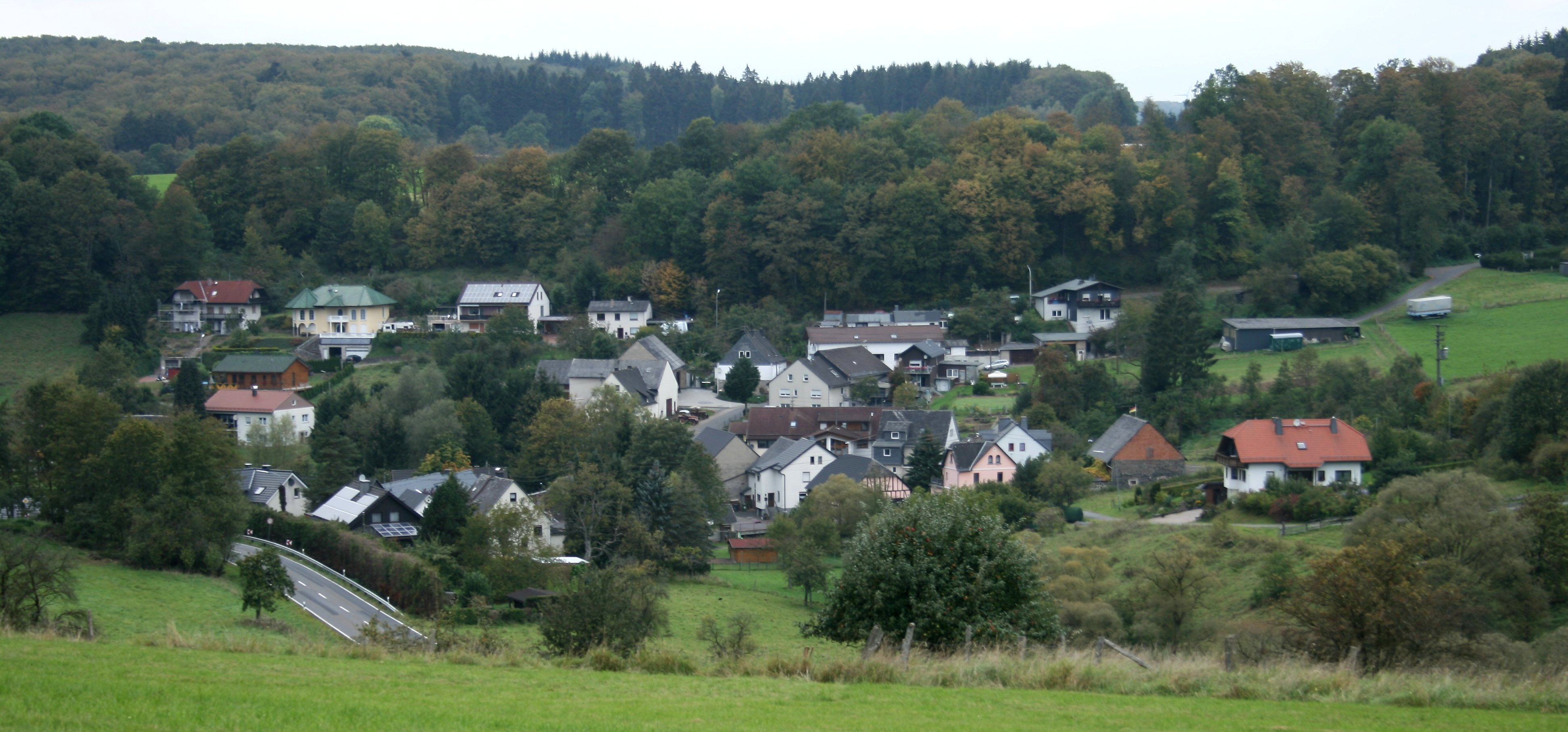
Blick über den Ortsteil Zürbach

Die Gemeinde Maxsain besteht aus den Orten Maxsain und Zürbach (mundartlich: Zerwisch). Zürbach liegt etwa 3 km weiter östlich und hat ca. 80 Einwohner. Sehenswert ist die evangelische Kirche und das 1860 errichtete Gemeindehaus Backes im Dorfzentrum.

## Geschichte
Maxsain wird erstmals 1194 im Lehnsbuch der Herren von Bolanden urkundlich erwähnt. Die Schreibweise des Namens wechselte im Laufe der Jahrhunderte von Machseine nach Maxeine und Makeseyne. Heutige Flurnamen lassen vermuten, dass sich in der Gemarkung einst mehrere längst untergegangene Siedlungen befanden, so an der heutigen Straße nach Hartenfels und im Tal des Steinchesbachs Richtung Weidenhahn. Der Ortsteil Zürbach wird erstmals 1315 als Zurlinbach erwähnt.
Maxsain war im Mittelalter Zentrum des Bannes Maxsain, ein Herrschaftsgebiet, das zugleich von den Grafen von Sayn und Wied beansprucht wurde, welche die Hoheitsrechte untereinander aufteilten. Erst 1615 kam es durch einen Vergleich zu einer klaren Aufteilung des Gebietes unter den beiden Grafschaften. Um 1600 umfasste der Bann den Bereich der heutigen Gemarkungen Freilingen, Goddert, Maxsain, Selters, Wölferlingen sowie Teile Steinens und Weidenhahns.
Vermutlich erhielt Maxsain nach dem Dreißigjährigen Krieg eine Schule, belegt ist diese jedoch erst ab 1767. Geschlossen wurde die Schule aufgrund stark rückläufiger Schülerzahlen im Sommer 1973. Am 24. Oktober 1719 kam es zum Ausbruch eines Feuers, das den überwiegenden Teil des Dorfes zerstörte. Überliefert ist die Angabe von 115 bis 120 abgebrannten Gebäuden.
Von 1671 bis 1799 gehörte Maxsain zur Grafschaft Sayn-Hachenburg, dann bis 1806 zum Fürstentum Wied und anschließend zum Herzogtum Nassau, das 1866 von Preußen annektiert wurde. Mit Preußen ging es dann 1871 im Deutschen Reich auf. Nach dessen Ende und der Auflösung Preußens, fiel das Dorf 1946 an das neu gegründete Land Rheinland-Pfalz. Am 1. März 1970 wurde die bis dahin selbständige Gemeinde Zürbach mit 80 Einwohnern eingemeindet.

### Bevölkerungsentwicklung
Die Entwicklung der Einwohnerzahl von Maxsain, die Werte von 1871 bis 1987 beruhen auf Volkszählungen:
| Jahr | Einwohner |
| ---- | --------- |
| 1815 | 553       |
| 1835 | 861       |
| 1871 | 905       |
| 1905 | 842       |
| 1939 | 759       |
| 1950 | 886       |
| 1961 | 905       |

| Jahr | Einwohner |
| ---- | --------- |
| 1970 | 888       |
| 1987 | 945       |
| 1997 | 1.104     |
| 2005 | 1.151     |
| 2011 | 1.068     |
| 2017 | 1.096     |
| 2023 | 1.067     |

## Politik

### Gemeinderat

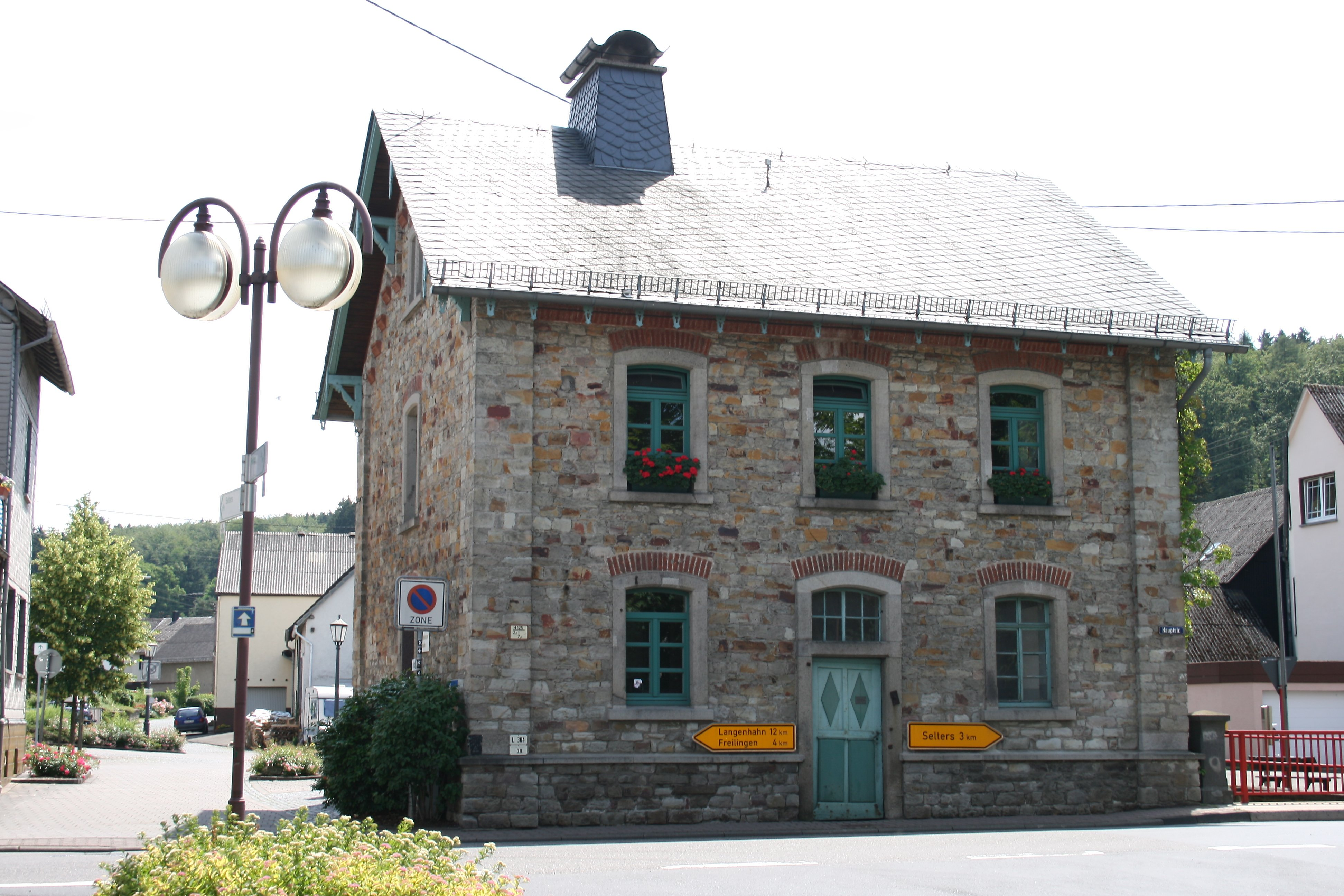
Bürgermeisteramt und Versammlungsraum/Sitzungraum Backes

Der Gemeinderat in Maxsain besteht aus 16 Ratsmitgliedern, die bei der Kommunalwahl am 9. Juni 2024 in einer personalisierten Verhältniswahl gewählt wurden, und dem ehrenamtlichen Ortsbürgermeister als Vorsitzendem. Insgesamt sind drei verschiedene Wählergruppen im Rat vertreten.
Die Sitzverteilung im Gemeinderat:
| Wahl | WGN               | WGP               | ZMZ               | Gesamt   |
| ---- | ----------------- | ----------------- | ----------------- | -------- |
| 2024 | 3                 | 9                 | 4                 | 16 Sitze |
| 2019 | per Mehrheitswahl | per Mehrheitswahl | per Mehrheitswahl | 16 Sitze |
| 2014 | per Mehrheitswahl | per Mehrheitswahl | per Mehrheitswahl | 16 Sitze |
| 2009 | per Mehrheitswahl | per Mehrheitswahl | per Mehrheitswahl | 16 Sitze |
| 2004 | per Mehrheitswahl | per Mehrheitswahl | per Mehrheitswahl | 16 Sitze |

- WGN = Wählergruppe Neugebauer
- WGP = Wählergruppe Philippi
- ZMZ = Wählergruppe Zusammen für Maxsain & Zürbach e. V.

### Bürgermeister
Andre Philippi wurde am 20. Oktober 2021 Ortsbürgermeister von Maxsain, nachdem er als bisheriger Erster Beigeordneter die Amtsgeschäfte bereits seit August ausgeübt hatte. Bei der Direktwahl am 26. September 2021 war er mit einem Stimmenanteil von 58,2 % gewählt worden. Bei der Direktwahl am 9. Juni 2024 erreichte keiner der drei Kandidaten die nötige Mehrheit. Philippi gewann zwei Wochen später die Stichwahl mit 55,4 %.
Philippis Vorgänger Willi Löcher hatte das Amt 1994 übernommen. Zuletzt bei der Nachwahl am 22. September 2019 wurde er mit 57,5 % der abgegebenen Stimmen für weitere fünf Jahre in seinem Amt bestätigt. Dieser Termin wurde notwendig, weil eine Woche vor der regulären Direktwahl am 26. Mai 2019 einer der ursprünglichen Bewerber überraschend verstarb. Zum 31. Juli 2021 legte Löcher sein Amt jedoch vorzeitig nieder.
Von 1967 bis 1994 war Werner Sahm Ortsbürgermeister von Maxsain.

### Wappen
| Wappen von Maxsain | Blasonierung: „In Rot ein goldener blaubewehrter und -gezungter, hersehender Löwe mit beiden Tatzen eine Keule haltend.“ |
| Wappen von Maxsain | |

## Kultur und Sehenswürdigkeiten

### Sehenswürdigkeiten

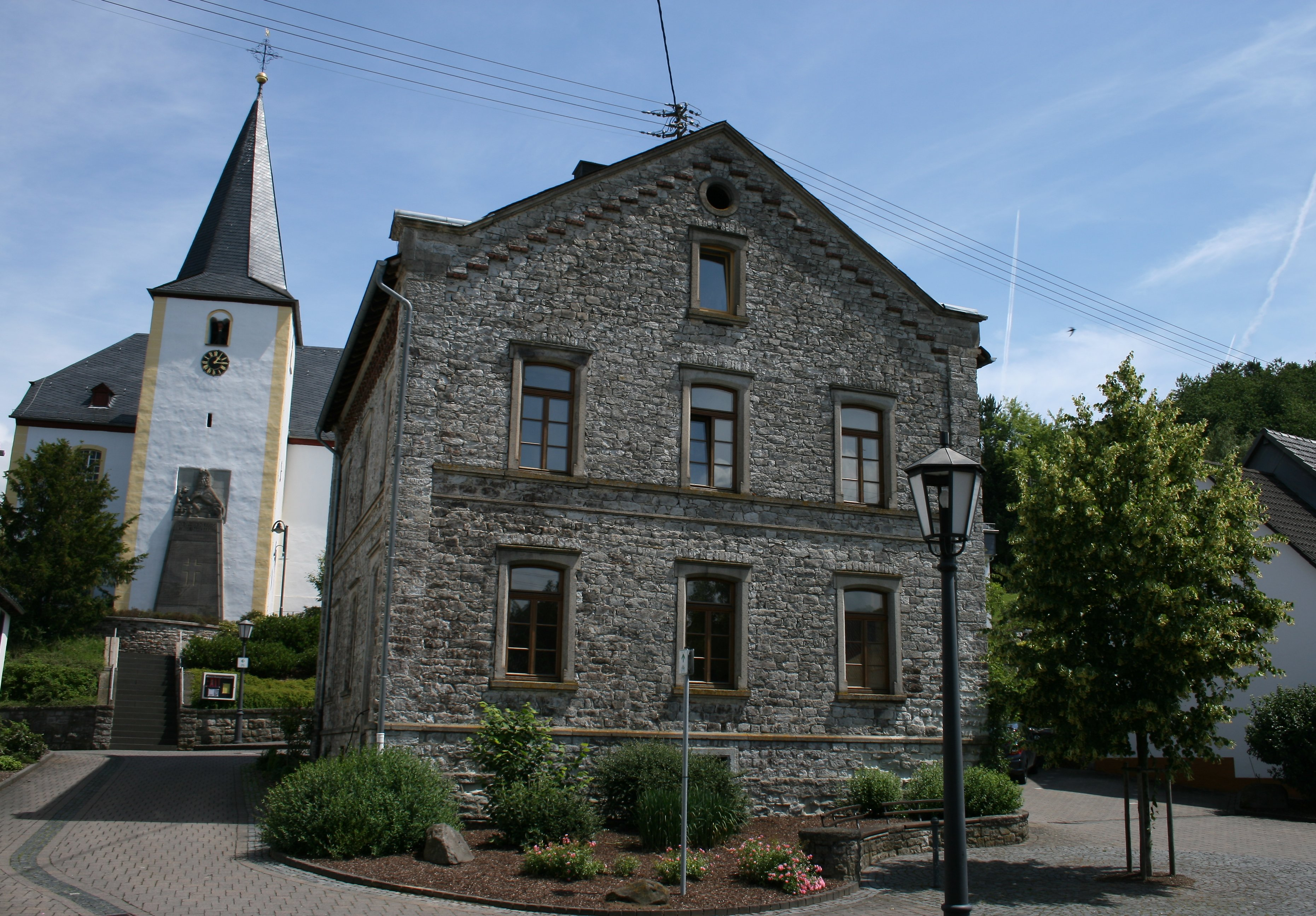
Kirche und alte Schule im Vordergrund

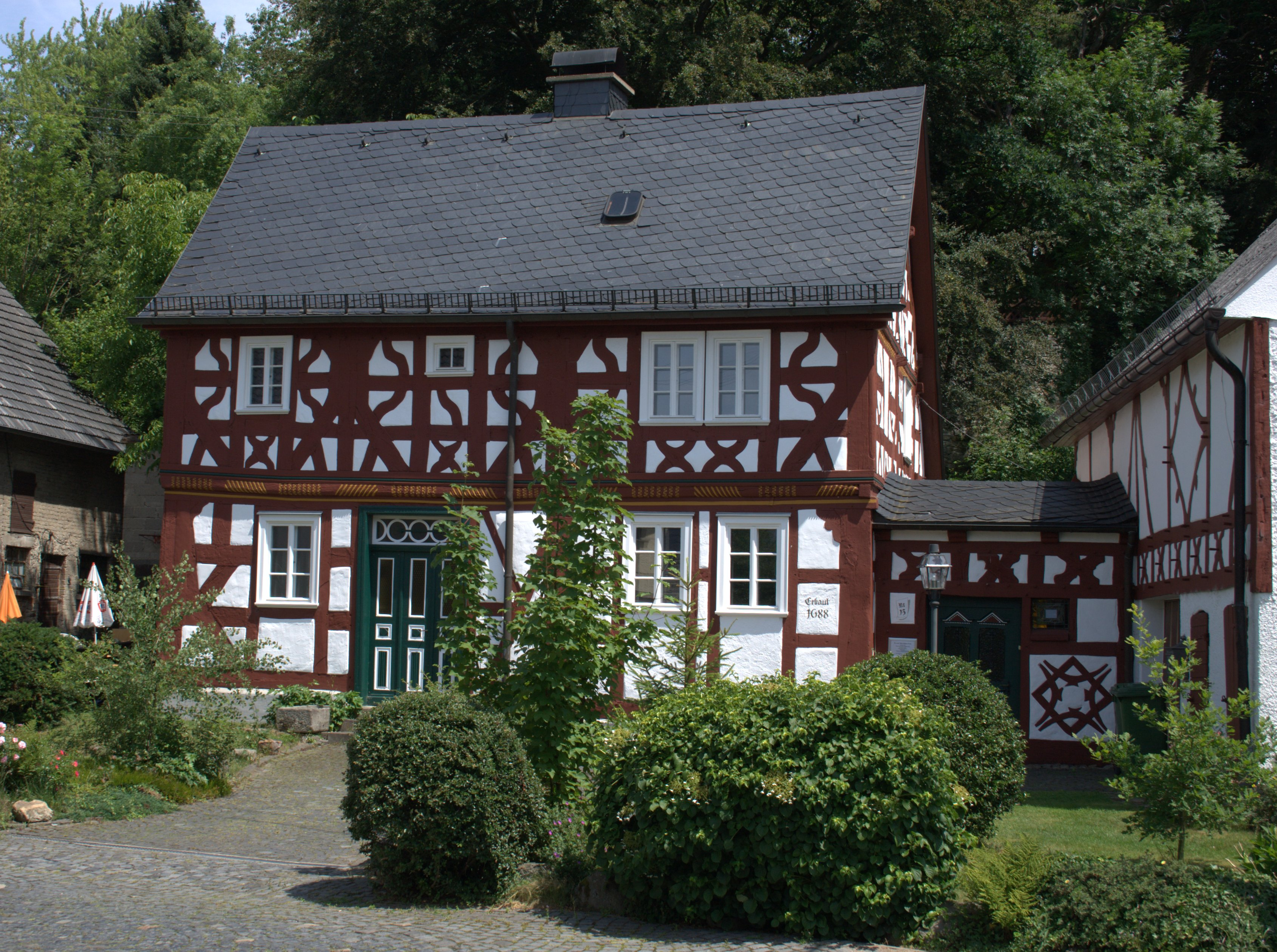
Haus Sahm, ältestes Haus im Dorf, erbaut 1688

Im Zentrum von Maxsain steht auf einem Felsvorsprung die evangelische Kirche. Das breite Querschiff des Baus mit einem vor 1500 errichteten Turm wurde 1786 im Barockstil ergänzt. Die Existenz einer zuvor am gleichen Ort bestehenden Kapelle ist ab 1399 belegt. Diese wurde jedoch bereits 1589 als Folge eines durch die Einführung der reformierten Konfession ausgelösten Streits zwischen den Grafen von Sayn und Wied zerstört. Daraufhin wurde mutmaßlich ein provisorisches Kirchengebäude errichtet, das schließlich dem heutigen Bau wich.
Am Zusammenfluss von Steinchesbach und Großem Saynbach steht das 1687/88 errichtete Fachwerkhaus „Sahm“, ein Musterbeispiel der fränkischen Bauweise mit ungewöhnlich starken Holzbalken und viel Schnitzarbeiten.

### Musik
1985 wurde die Maxsainer Blaskapelle e. V. gegründet. Der Verein mit seinen 100 Musikern in 3 Orchestern (Ausbildungs- und Jugendorchester, Erwachsenenorchester) ist ein fester Bestandteil des kulturellen Lebens innerhalb der Ortsgemeinde. Neben Auftritten innerhalb Maxsains, wie auf der traditionellen Kirmes, ist die Maxsainer Blaskapelle auch bei großen Schützenfesten, Kirmesumzügen und Konzerten zu hören. Zu den jährlichen Höhepunkten zählen die beiden Konzerte in der Heidehalle Maxsain, die immer im November stattfinden.

## Wirtschaft und Infrastruktur

### Mühlen, Hütten und Steinbrüche
Über die Jahrhunderte existierten in der Gemarkung Maxsain verschiedene Wassermühlen. Die erste überlieferte Beschreibung eines Mühlenbaus für das Jahr 1552 bezieht sich vermutlich auf die ehemalige Erbleihmühle westlich des Dorfes. Um 1870 wurde diese Mühle in eine Korkfabrik umgebaut, der Betrieb lief jedoch nur sechs Jahre. Etwa zwischen 1885 und 1900 befand sich dort ein holzverarbeitender Betrieb. Am heutigen östlichen Ortsrand befand sich ab etwa 1668 die Obere Mühle, eine Schneid- und Ölmühle, die 1831 um eine Mahlmühle erweitert wurde. Um 1900 endete der Betrieb als Schneidmühle, um 1950 auch der Mahlbetrieb. Etwas westlich der heutigen Dorfmitte stand die erstmals 1816 erwähnte Lohmühle, eine Gerbermühle, die mit Umbauten bis über den Ersten Weltkrieg hinaus betrieben wurde.
Etwa eineinhalb Kilometer westlich des Dorfs befindet sich im Verlauf des Großen Saynbachs die Hammermühle. Bereits 1729 gründete Johann Martin Bachem hier eine Eisenhütte. 1857 wurden die Anlagen in eine Mahlmühle umgebaut, 1901 erfolgte die Umrüstung in ein Elektrizitätswerk, das noch heute Strom produziert. Aus dem Jahr 1829 ist die Existenz einer Ölmühle im Ortsteil Zürbach überliefert, die später um eine Mahlmühle ergänzt wurde.
Für das Jahr 1714 ist eine erste Eisenhütte im Dorf am Steinchesbach belegt, die jedoch 1717 bereits aufgegeben war. Ein Stück bachaufwärts wurde ab 1723 für einige Jahre ebenfalls eine Eisenhütte betrieben.
In der Gemarkung befanden sich ab dem Jahr 1919 mehrere Steinbrüche zur Ausbeutung der vulkanischen Gesteine Basalt, Trachyt und Andesit. Die meisten dieser Vorkommen waren schnell erschöpft oder nicht abbauwürdig, darunter auch Funde von Tuffstein und Grauwacke. Noch heute in Betrieb ist der Andesit- und Basaltsteinbruch Bittersberg nahe der Straße Richtung Rückeroth. Das seltene Mineral Offretit kommt in der Gemarkung Maxsain am Bittersberg vor.

### Verkehr
- Die Gemeinde liegt westlich der B 8, die von Limburg an der Lahn nach Siegburg führt.
- Die nächste Autobahnanschlussstelle ist Ransbach-Baumbach an der A 3.
- Der nächstgelegene Bahnhof ist Siershahn an der Unterwesterwaldbahn nach Limburg an der Lahn, der nächste ICE-Halt ist der Bahnhof Montabaur an der Schnellfahrstrecke Köln–Rhein/Main.

### Öffentliche Einrichtungen
In der Gemarkung Maxsain liegt ein Campingplatz mit einem als Freibad eingerichteten Weiher.